# Kuranganilmuttam

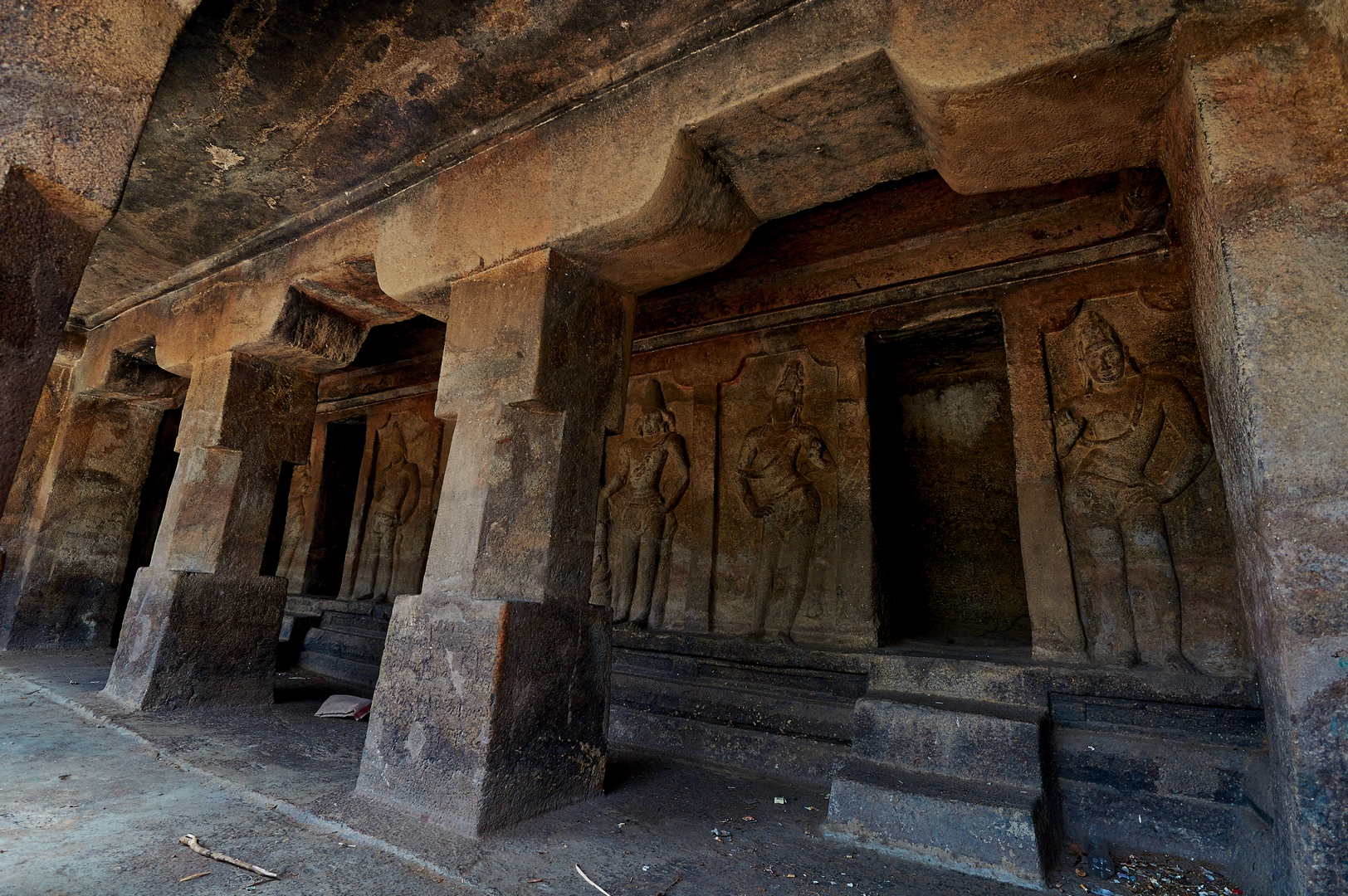
Vorhallen und Wächterfiguren

Kuranganilmuttam (Tamil: குரங்கணில்முட்டம் Kuraṅkaṇilmuṭṭam [ˈkurʌŋɡaɳilmuʈːʌm]) ist ein ca. 700 Einwohner zählendes Dorf im südindischen Bundesstaat Tamil Nadu. Der bereits im Tevaram besungene Ort gehört zu den heiligen Orten des tamilischen Shivaismus. Mitten im Dorf befindet sich außerdem ein halb versenkt liegender Felstempel aus der Pallava-Zeit.

## Lage
Kuranganilmuttam liegt in einer Höhe von knapp 85 m ü. d. M. ca. 12 km (Fahrtstrecke) südwestlich von Kanchipuram. Verwaltungsmäßig gehört der Ort zum Taluk Cheyyar des Distrikts Tiruvannamalai. Das Klima ist tropisch warm; Regen fällt hauptsächlich in den Monsunmonaten Juni bis Dezember.

## Bevölkerung
Die Einwohner des Ortes sind ganz überwiegend Hindus; andere Glaubensgemeinschaften spielen unter der Landbevölkerung Südindiens kaum eine Rolle. Der weibliche Bevölkerungsanteil ist um ca. 9 % höher als der männliche.

## Wirtschaft
Im Umland des Dorfes wird Feldwirtschaft und auch etwas Viehzucht (Hühner) betrieben; im Ort selbst gibt es Kleinhändler, Handwerker und  Tagelöhner.

## Geschichte
Mit Unterbrechungen vor allem durch die Chola herrschten in der Region seit dem Frühmittelalter die Dynastien der Pandyas (Hauptstadt Madurai) und der Pallavas (Hauptstadt Kanchipuram), die jedoch die tatsächliche Macht oft an regionale Vasallen delegierten. Im 14. Jahrhundert okkupierten muslimische Herrscher kurzzeitig die Macht, die dann auf das hinduistische Vijayanagar-Reich überging, das seinerseits den Nawabs von Karnatik (ca. 1690–1801) Platz machen musste. Zwischenzeitlich stritten sich jedoch Briten und Franzosen in den Karnatischen Kriegen (1744–1763) um die Vorherrschaft in der Region.

## Sehenswürdigkeiten
- Kuranganilmuttam wurde bereits im 8. Jahrhundert in den Tevaram-Hymnen des Dichterheiligen Sambandar besungen. Der Valeeswarar-Tempel in Kuranganilmuttam gehört daher zu den 274 heiligen Orten (Padal Petra Sthalams) des tamilischen Shivaismus.[6]
- Eine weitere Sehenswürdigkeit des Ortes ist der mit Sicherheit noch der Pallava-Zeit (um 620) zuzurechnende und der Trimurti (Brahma, Shiva und Vishnu) geweihte halb unterirdische Felstempel. Dieser besteht aus zwei quergelagerten Vorhallen (ardha-mandapa und mukha-mandapa) mit seitlichen, jeweils über zwei Treppenstufen zu betretenden Annexräumen sowie drei annähernd quadratischen Cellae (garbhagrihas), deren ebenfalls erhöhte Eingänge von insgesamt sechs lebensgroßen Wächterfiguren (dvarapalas) in eher lässiger Manier bewacht werden. Es gibt mehrere Inschriften, doch in keiner wird der Name des Auftraggebers erwähnt.